# Nòdul radicular

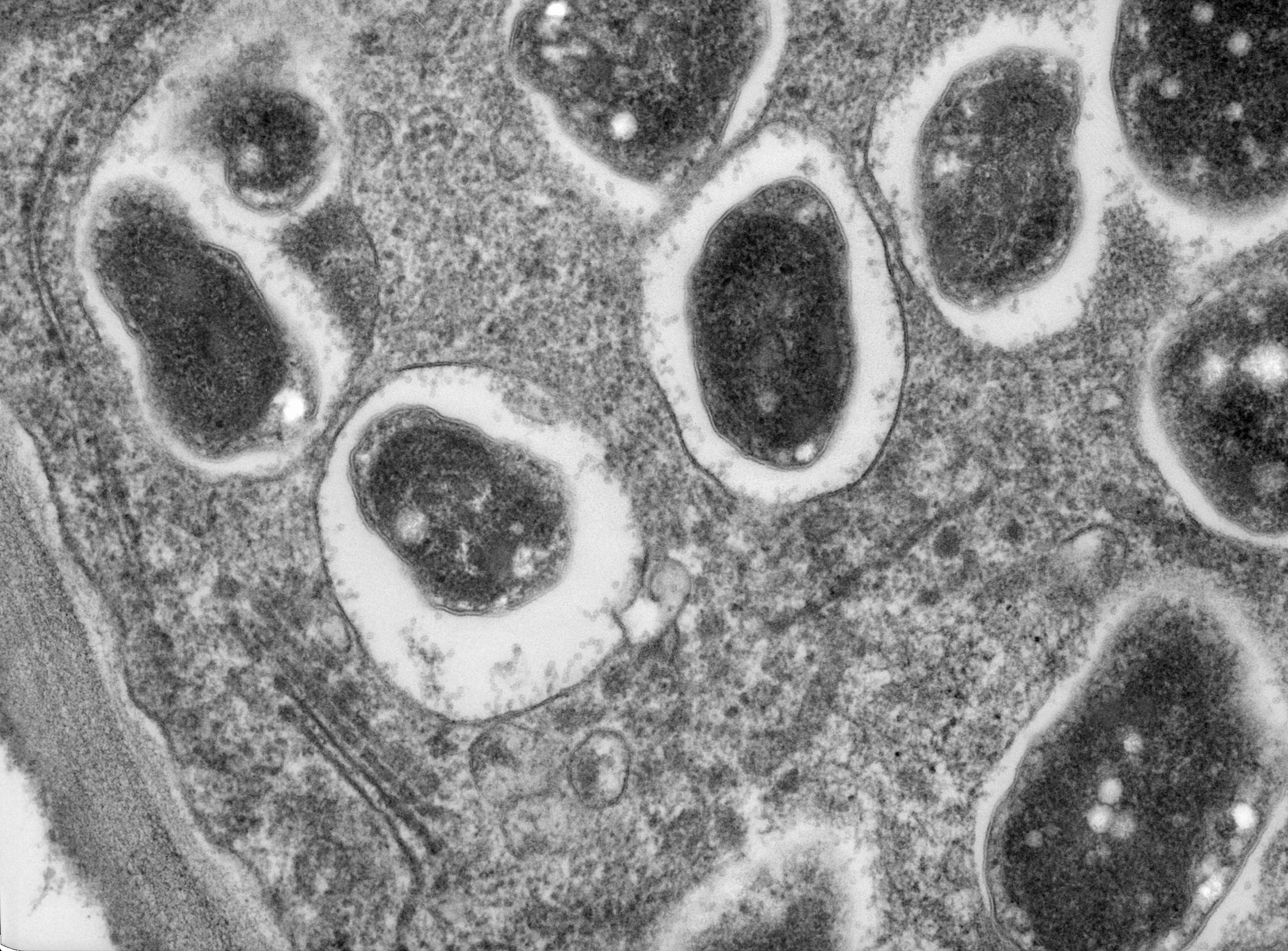
Secció transversal dels nòduls de les arrels en la planta de soia (Glycine max 'Essex') El bacteri, Bradyrhizobium japonicum, colonitza les arrels.

Els nòduls de les arrels ocorren en les arrels de les plantes (principalment de la família Fabaceae) que s'associen amb bacteris que fan la fixació del nitrogen. Sota condicions limitants en nitrogen, les plantes que són capaces de fer-ho formen unes relacions de simbiosi amb soques de bacteris que tenen un hoste específic, aquestes bacteris reben el nom de rhizobiums. Aquest procés ha evolucionat moltes vegades dins la família fabàcia i també en altres espècies que pertanyen al clade Rosid.
Dins els nòduls d'aquestes plantes el gas nitrogen de l'atmosfera terrestre es converteix en amoni el qual és després assimilat dins els aminoàcids i altres substàncies com les vitamines, flavones i fitohormones. L'energia per dividir el gas nitrogen en el nòdul prové del sucre que és translocat des de la fulla (un producte de la fotosíntesi). La fixació de nitrogen que es fa en els nòduls és molt sensible a la presència d'oxigen. Els nòduls tenen una proteïna amb ferro anomenada leghemoglobina, relacionada amb la mioglobina humana i animal per facilitar la conversió del gas nitrogen a amoni.

## Classificació

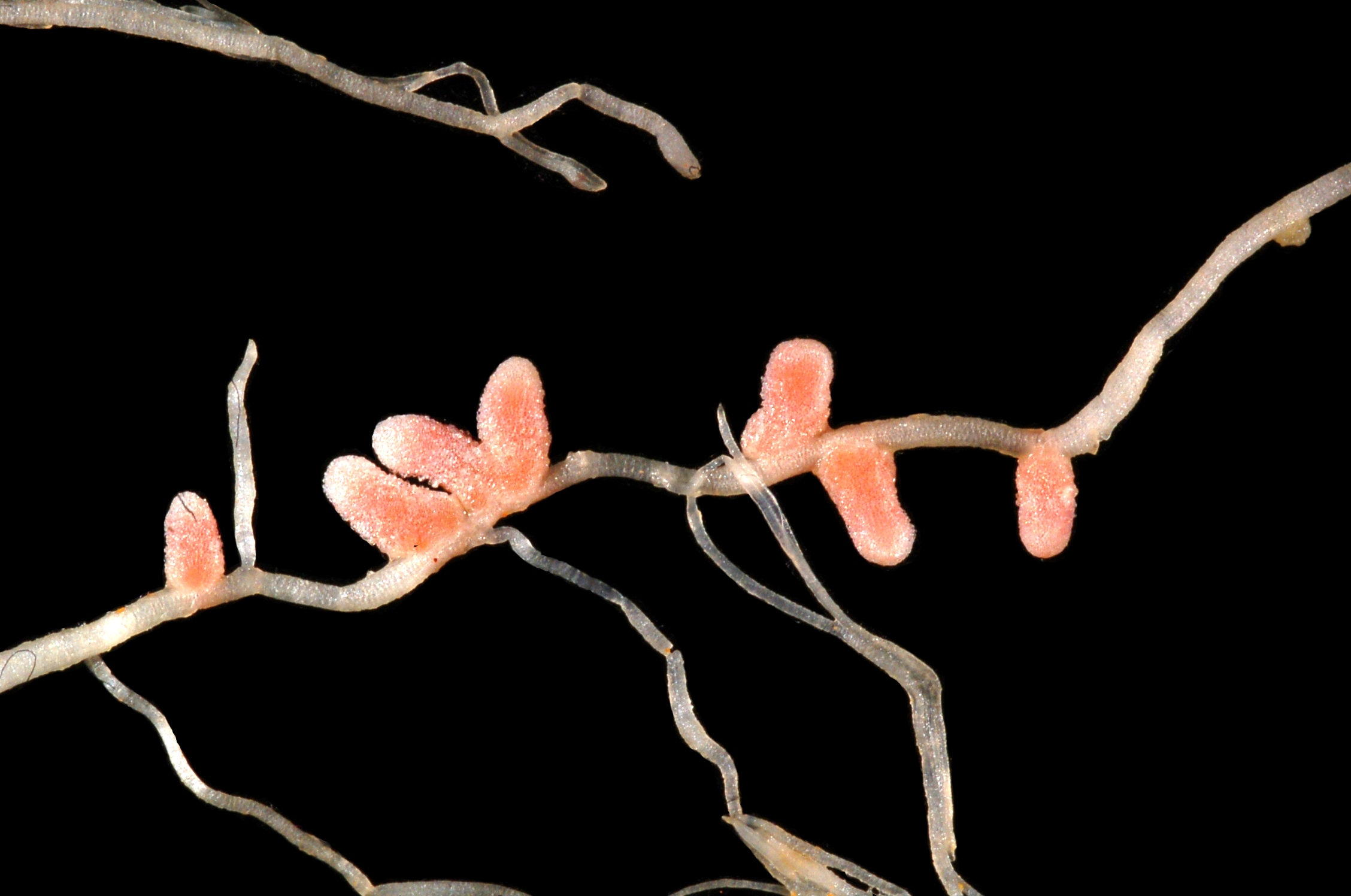
Nòduls indeterminats creixent en les arrels de Medicago italica

Diagrama de les zones d'un nòdul indeterminat (vegeu el text).

Hi ha dos tipus de nòduls descrits: els determinats i els indeterminats.
Nòduls determinats es troben en sublleguminoses tropicals com les del gènere Glycine (soia), Phaseolus (mongeta comuna), Lotus, i Vigna. Fa els nòduls de forma esfèrica.
Nòduls indeterminats es troben en lleguminoses de climes temperats com les del gèneres Pisum (pèsol), Medicago (alfals), Trifolium (trèvol), i Vicia (veça). Es diuen "indeterminades" pel fet que mantenen la seva activitat apical en el meristema. Per això la forma del nòdul és generalment de foma cilíndrica:
Zona I—el meristema actiu.
Zona II— zona d'infecció.
Interzona II–III—Aquí els bacteris han penetrat en les cèl·lules de la planta que contenen amiloplasts.
Zona III—the zona de fixació de nitrogen. Aquí cada cèl·lula conté un gran vacúol central. La planta proporciona a les cèl·lules leghemoglobina i per això el color és rosa.
Zona IV— zona senescent. Es degrada el component heme de la leghemoglobina i per això el color és verd a la base del nòdul.